# Rondeletia subcanescens
Rondeletia subcanescens là một loài thực vật có hoa trong họ Thiến thảo. Loài này được M.Fernández Zeq. & Borhidi miêu tả khoa học đầu tiên năm 1985.